# Cabera nigrociliata
Cabera nigrociliata är en fjärilsart som beskrevs av Barend J. Lempke 1970. Cabera nigrociliata ingår i släktet Cabera och familjen mätare. Inga underarter finns listade i Catalogue of Life.